# Dworzyska (Podhajczyki)
Dworzyska – obecnie część wsi Podhajczyki (ukr. Підгайчики) na Ukrainie w rejonie złoczowskim obwodu lwowskiego.

## Historia
Dawniej samodzielna wieś i gmina jednostkowa w powiecie gliniańskim Królestwa Galicji i Lodomerii. W II RP już nie figuruje jako samodzielna gmina, lecz jako część gminy Unterwalden. Od 1934 w zbiorowej gminie Pohorylce w powiecie przemyślańskim.
Po wojnie włączone do Związku Radzieckiego (Ukraińskiej SRR).